# Mansfield, Queensland
Mansfield är en stadsdel i Brisbane i Australien. Den ligger i kommunen Brisbane och delstaten Queensland, omkring 11 kilometer sydost om centrala Brisbane. Antalet invånare är 8 473.